# Félix Bautista (beisbolista)
Félix Alexander Bautista (Santo Domingo, República Dominicana, 20 de junio de 1995), más conocido como Félix Bautista, es un jugador profesional dominicano de béisbol que se desempeña en la posición de lanzador en Baltimore Orioles, equipo de las Grandes Ligas de Béisbol (MLB). Logró obtener el premio Primer Equipo All-MLB.

## Carrera
En 2022, Bautista comenzó a jugar como profesional en Baltimore Orioles, equipo donde lleva jugando tres temporadas.

## Premios
En 2023, fue galardonado con el premio Primer Equipo All-MLB.